# ユダ (ヤコブの子)
ユダ（ヘブライ語: יְהוּדָה）は、イスラエルの12部族の一つであるユダ族の祖。ヤコブ（のちのイスラエル）の子で母はレア。長子はルベン、次子はシメオン、三子がレビ。ユダは四子である。ユダ王国はユダ族とベニヤミン族とレビ族の3部族から成っていた。

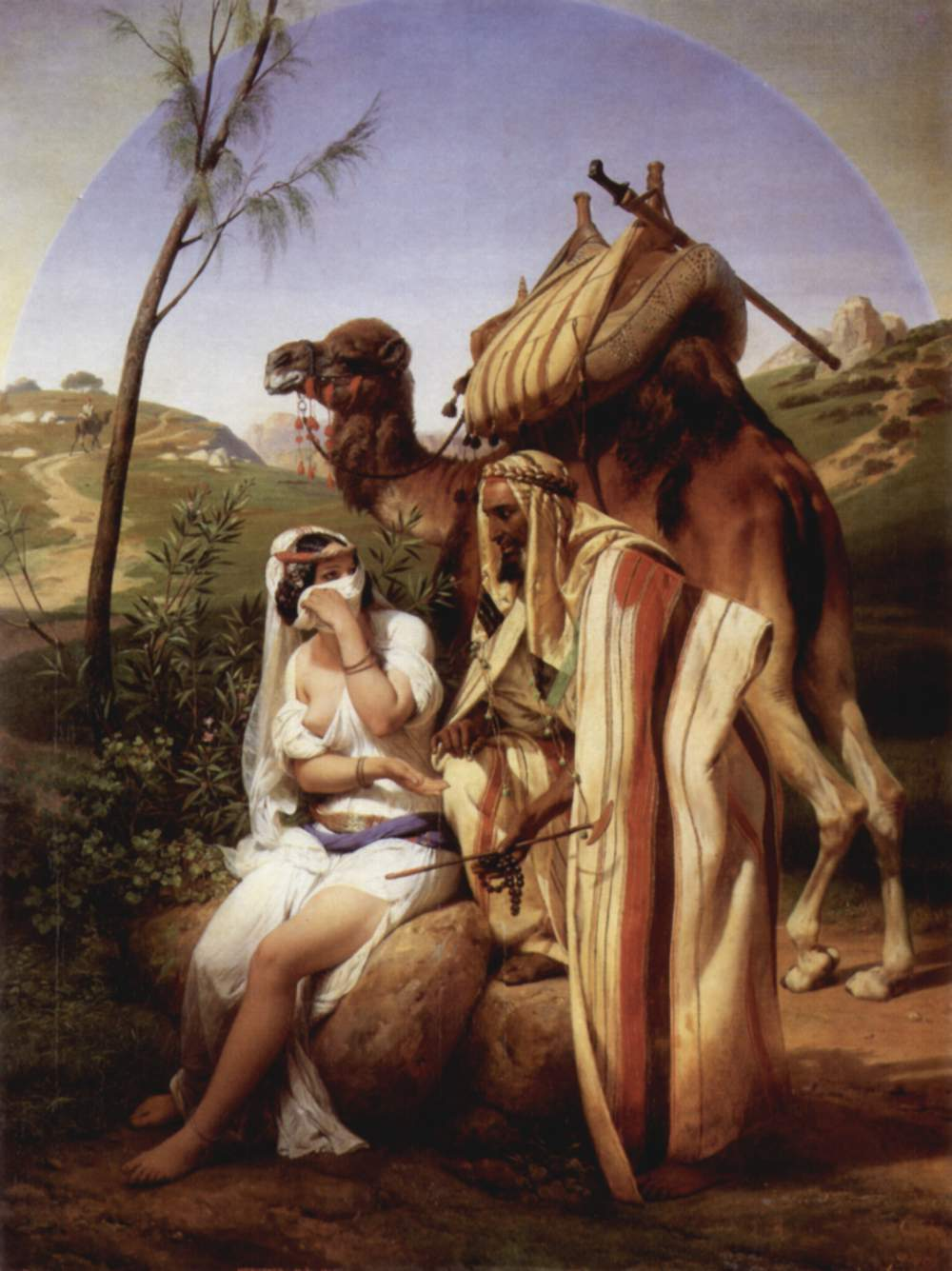
『ユダとタマール』オラース・ヴェルネ画、1840年。